# Præcedens
Præcedens (i juridisk fagsprog kaldet præjudikat, især hvis Højesteret har afsagt dommen – ellers retspraksis) er et juridisk udtryk for, at en domstol tager hensyn til tidligere og lignende domme i en given sag og lader disse spille ind i afgørelsen af sagen. Dermed betegner præcedens et fortilfælde; for præcedens betyder at "gå foran".
Hvis en sag danner præcedens, vil den således påvirke den fremtidige retstilstand; for den tidligere dom i en lignende sag bliver en retskilde.
Til præjudikat knytter sig begrebet ratio decidendi; der angår en domstols anvendelse af en retsregel til at afgøre en dom.

## ikke-juriidsk
Begrebet præcedens anvendes også i ikke-juridiske sammenhænge, til at beskrive hvordan man plejer at gøre, eller blot at der er fortilfælde for den beskrevne tilgang.

## Danmark
Danmark og de øvrige nordiske lande har et kodificeret retssystem, hvilket vil sige at lovgivningen er nedskreven; dog er kun de færreste retsgrundsætninger blevet kodificeret. Kodificeringen til trods fungerer præjudikat som retskilde, og finder anvendelse, når den nedskrevne lov ikke giver tydelige retningslinjer. En dom med præjudikatvirkning kan i fremtidige sager anvendes som et fortolkningsbidrag.

### Præjudikatværdi
Præjudikat vægtes således i dommernes retsskabelse. Hvor stor værdi en præjudikat har, er afhængig af flere faktorer.
Blandt disse faktorer er:
1. Dommens alder; en nyere dom har typisk højere præjudikatværdi, end en ældre dom.[1]
2. Hertil kommer hvilken instans, der har afsagt dommen: jo højere instans, jo højere præjudikatværdi. Så Højesterets dom har typisk høj præjudikatværdi.[15]
3. Hvis dommen er blevet afsagt af en enig domstol, så har dommen højere præjudikatværdi, for dissens svækker en doms præjudikatværdi.[16]
4. Om dommen anvender en ny regel er også væsentligt: Hvis dommen anvender en ny regel, så øges dommens præjudikatværdi.[17]
5. Desuden har det betydning, om dommen er generelt eller konkret begrundet, en generel begrundelse styrker præjudikatværdien,[18] altså vedrørende dommens generelle anvendelsesområde.
6. Endvidere er det vigtigt at se på, om dommen er udførligt eller kortfattet begrundet; en udførlig begrundelse øger dommens præjudikatværdi.[19]

A) Ratio decidendi er ikke eneste parameter
B) Efterfølgende lovgivning
C) Den afsigende instans
D) Dommens alder
E) Dissens
F) Antallet af domme
G) Konsensus i domspraksis
1. ) Dommen kan fremsøges
2. ) Dommen formulerer en generaliserbar begrundelse
3. ) Dommen er velbegrundet og klar
4. ) Hvilken instans har afsagt dommen?
5. ) Dommens alder
6. ) Dissens eller enighed (Henrik Palmer Olsen anser ikke (kun) dissens[22] som hæmmende for præjudikatværdien)[23]
7. ) Dommens relation til ny lovgivning
8. ) Konsensus eller uenighed i praksis og teori[19]

## Udlandet
I visse angelsaksiske lande, deriblandt USA (undt. Louisiana), England og Wales, er retssystemet baseret på såkaldt dommerskabt ret, hvilket vil sige, at jo ældre præjudikater, desto højere er præjudikatværdien, og i teorien kan en amerikansk domstol altså fælde dom med støtte fra domme, der fandt sted før den amerikanske revolution.
EU anvender også dommerskabt ret, som EU-Domstolen fastlægger.